# Ларжанка
Ларжа́нка — село Саф'янівської сільської громади в Ізмаїльському районі Одеської області України. Населення становить 2295 осіб (2024 рік).

## Історія заснування
В 12 кілометрах від міста Ізмаїл знаходиться село Ларжанка. Воно було засновано в 1838 році. У старожила села Прокопія Семеновича Мітакі був документ, за яким удова генерал-лейтенанта Сандерса, коменданта фортеці Ізмаїл, Марія Сандерс продала за 3000 рублів асигнаціями Василю Татариновичу, Василю Семеновичу Кожокару, Санду Васильовичу Крудову, Антону Лунгу, Івану Павлу, Стойці Бирці, Костянтину Харитону, Янку Догару, Семену Негруці, Федору Негруці, Степану Петео, Семену Скіцану, Василю Маргаринто, Дмитру Тіліяну, Спиридону Назаревичу, Георгію Мітакі 120 десятин (131,1 га) орної землі, виноградників, а також плавневих місць на околиці Ізмаїльського передмістя Кугурлуя біля річки Репиди. На купленому місці перелічені особи заснували село, яке назвали Ларжанка. Як вказано в документі (акт купівлі — продажу № 785 від 9 жовтня 1875 році), цю землю генерал Сандерс купив у Марії Кюрі в 1829 році і у підпоручика Могилки.
12 червня 2020 року, відповідно до Розпорядження Кабінету Міністрів України від № 724-р «Про визначення адміністративних центрів та затвердження територій територіальних громад Одеської області», увійшло до складу Саф'янівської сільської територіальної громади.
19 липня 2020 року, в результаті адміністративно-територіальної реформи і ліквідації Ізмаїльського (1940  – 2020) району, село увійшло до складу новоутвореного Ізмаїльського району.

## Населення
Згідно з переписом 1989 року населення села становило 2335 осіб, з яких 1104 чоловіки та 1231 жінка.
За переписом населення 2001 року в селі мешкало 2386 осіб.

### Мова
Розподіл населення за рідною мовою за даними перепису 2001 року:
| Мова       | Відсоток |
| ---------- | -------- |
| російська  | 49,87 %  |
| українська | 44,64 %  |
| румунська  | 4,52 %   |
| болгарська | 0,5 %    |
| вірменська | 0,25 %   |
| гагаузька  | 0,08 %   |
| словацька  | 0,04 %   |

## Галерея

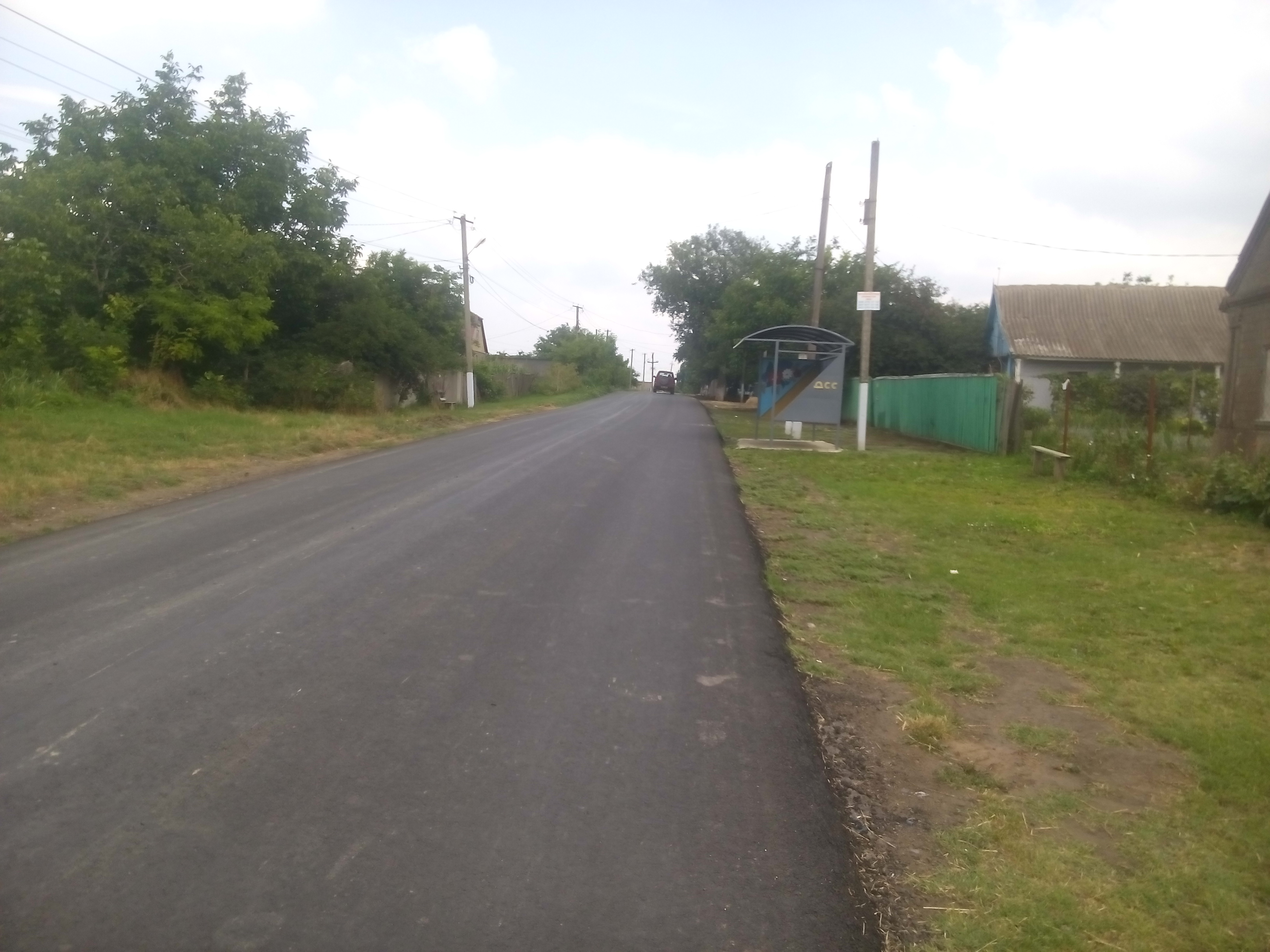
Траса Одеса-Рені (відновлена у 2018)
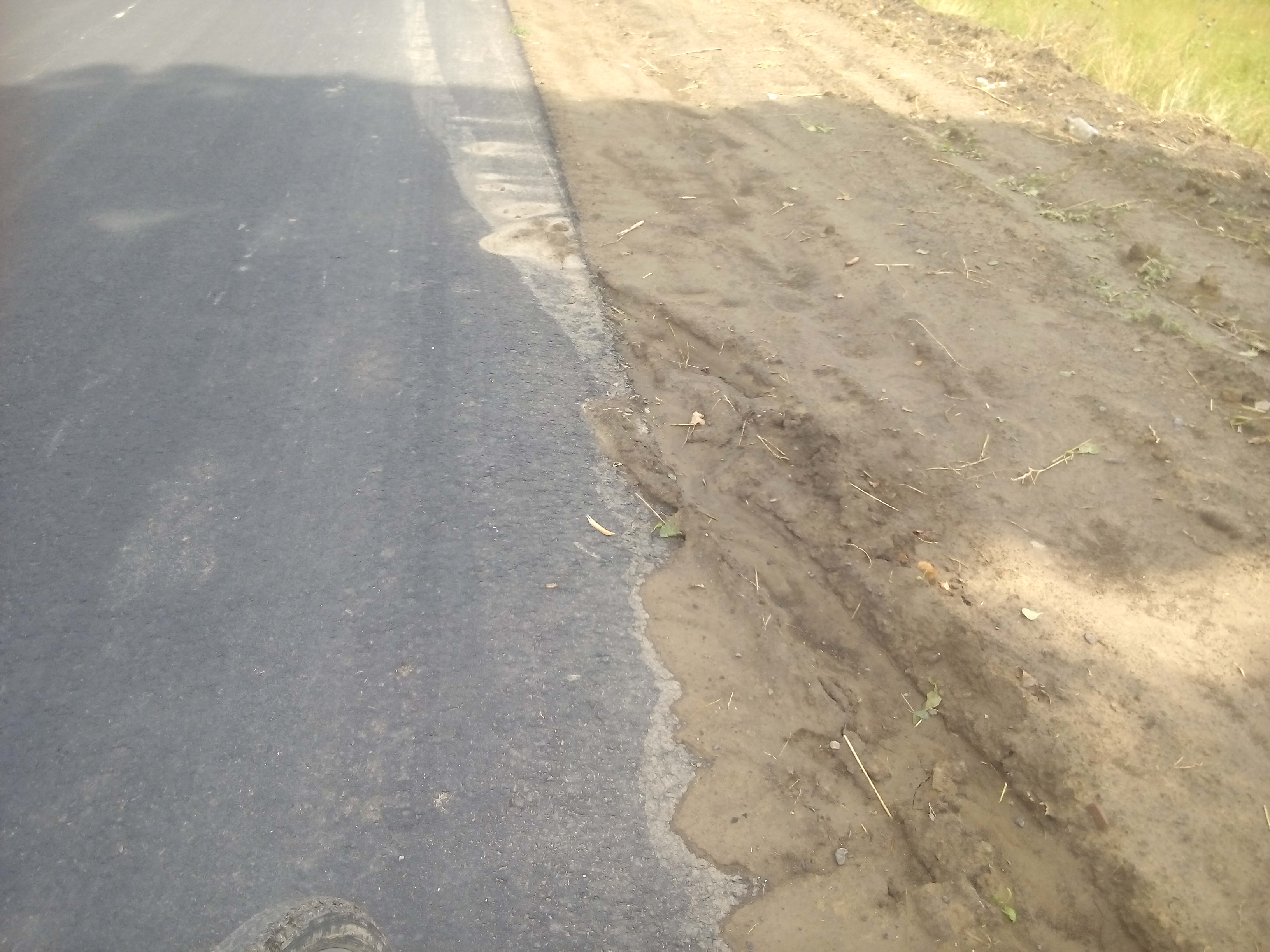
Траса Одеса-Рені (брак)
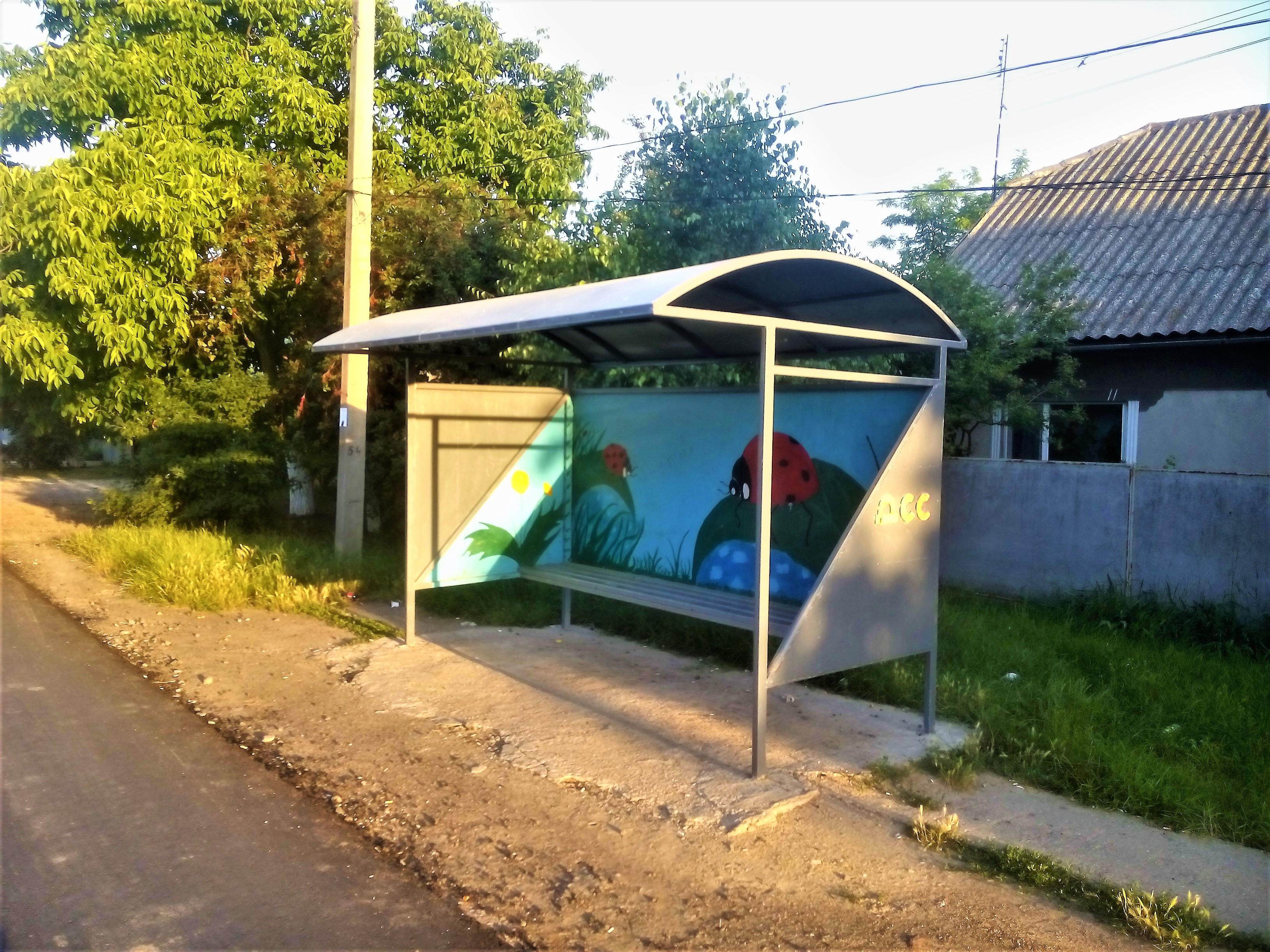
Автобусна зупинка
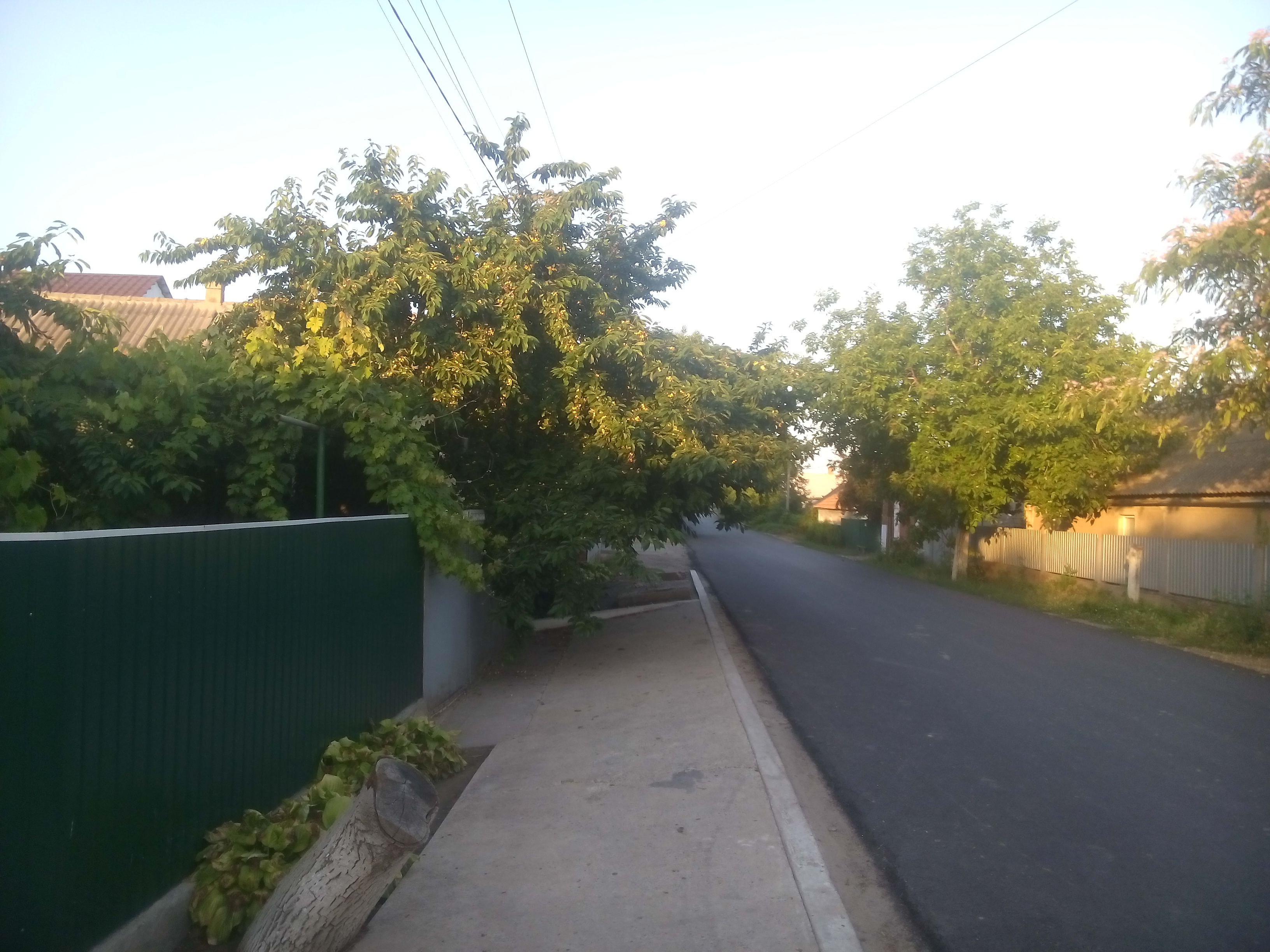
Жовта черешня
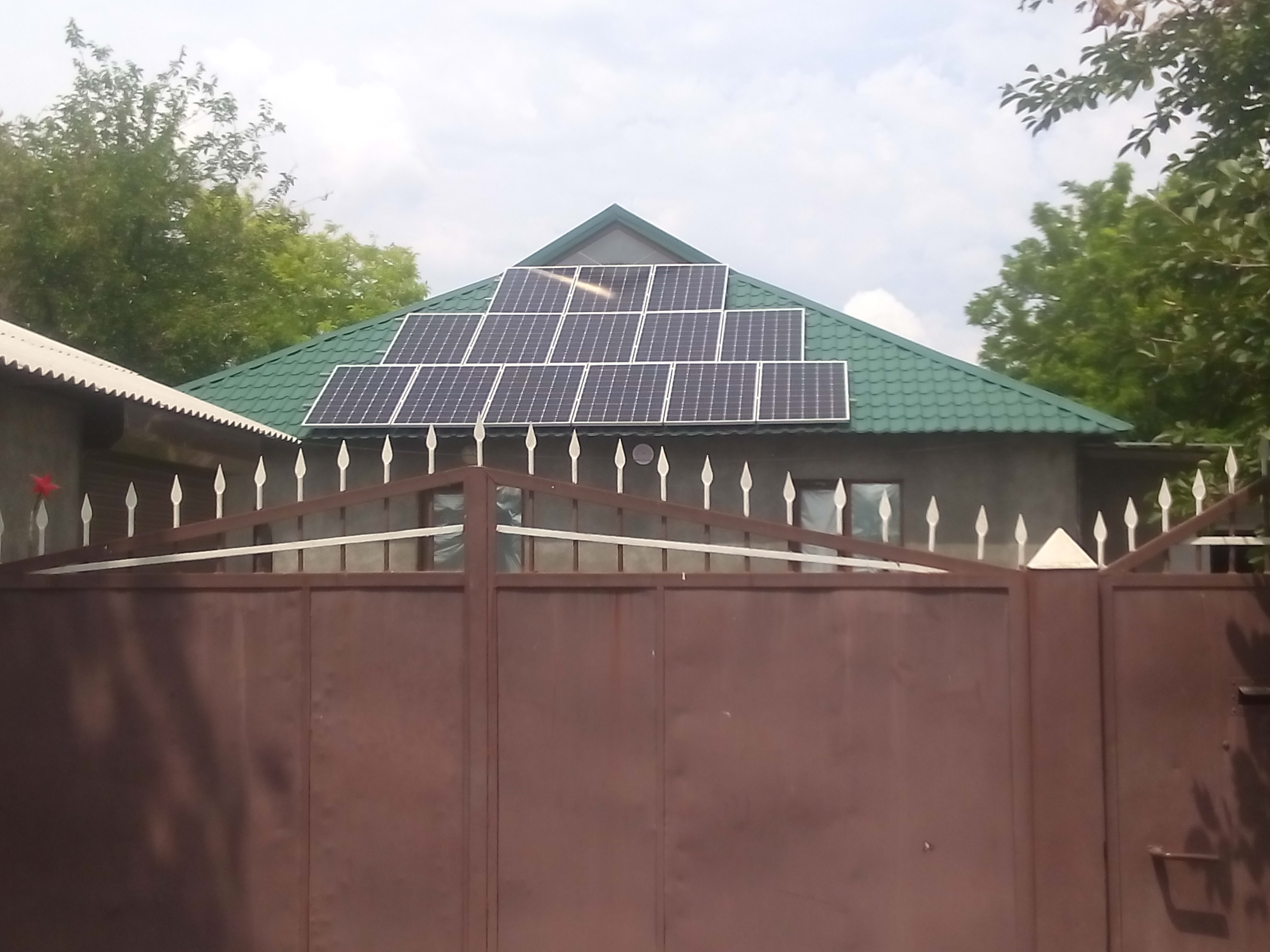
Новий будинок із сонячними батареями
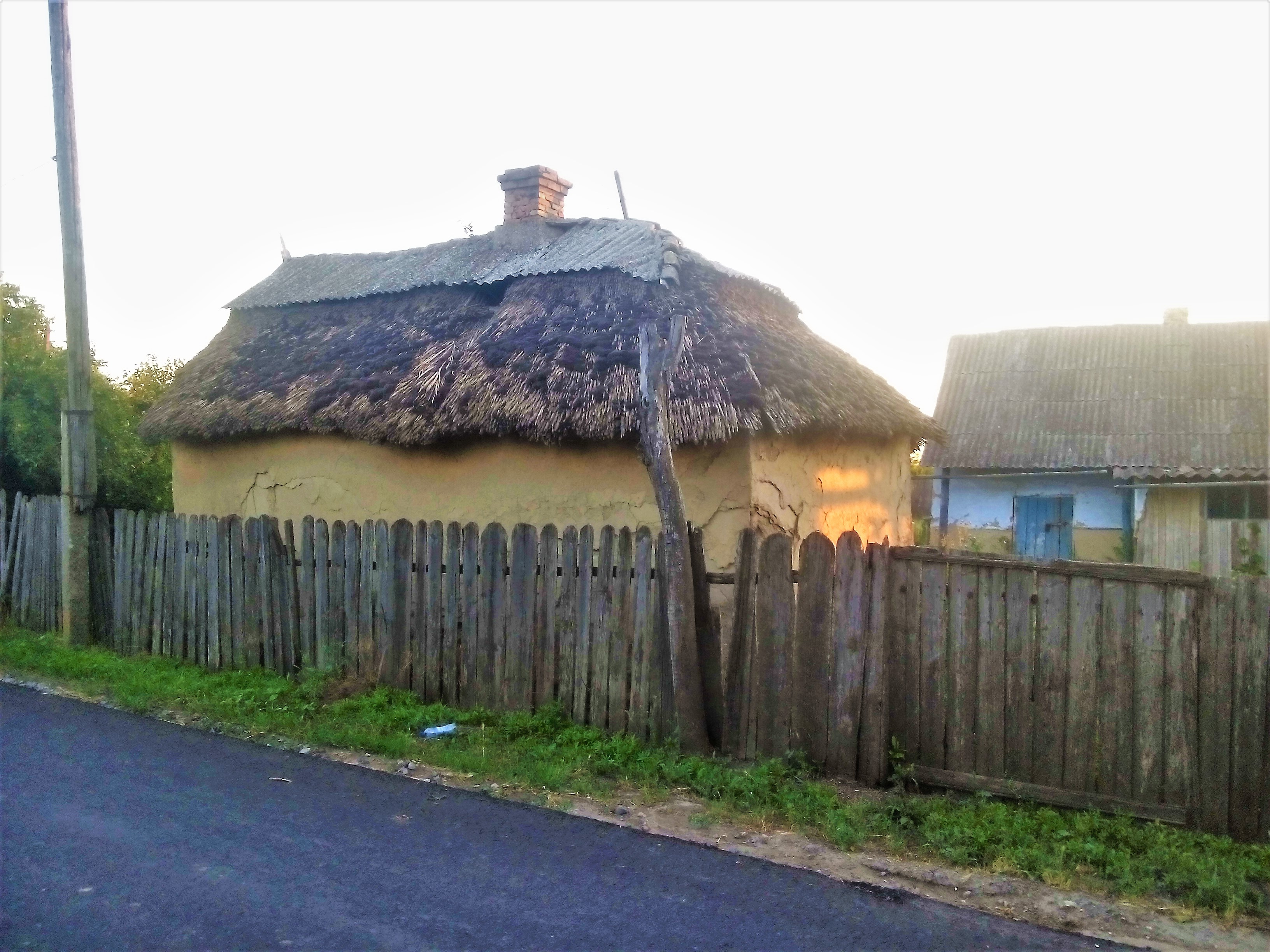
Стара хата зі стріхою
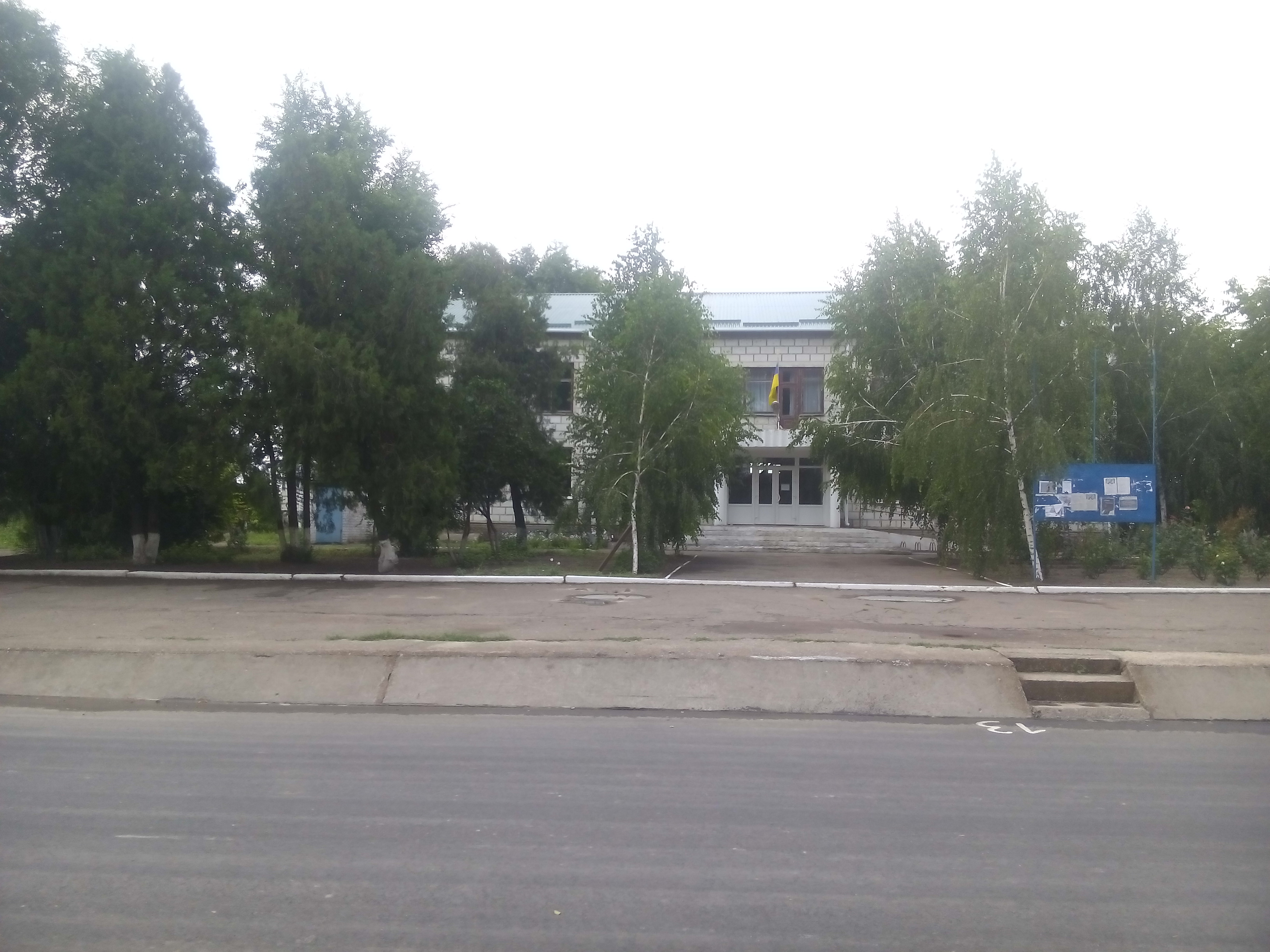
Сільрада
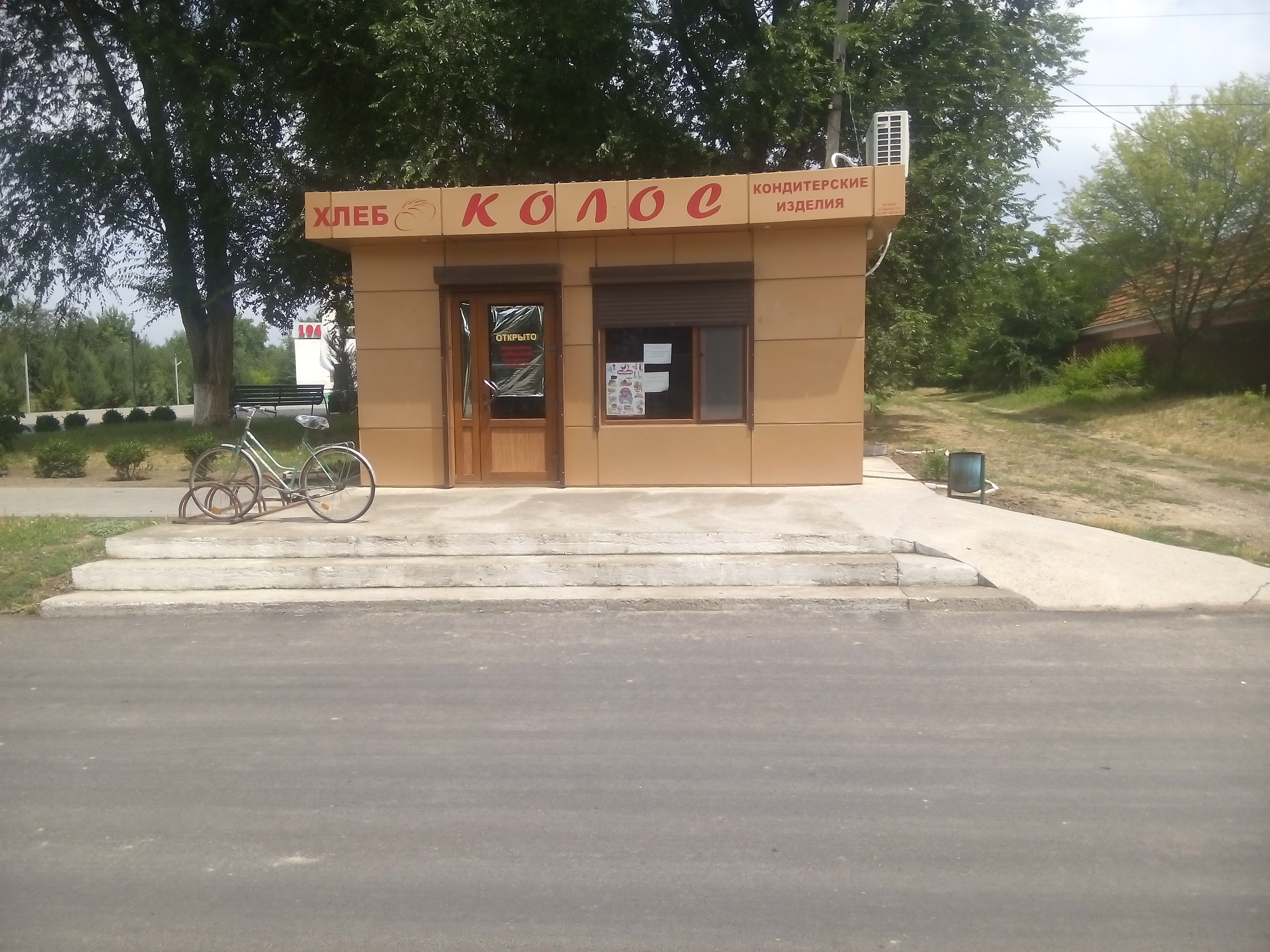
Магазин "Колос"
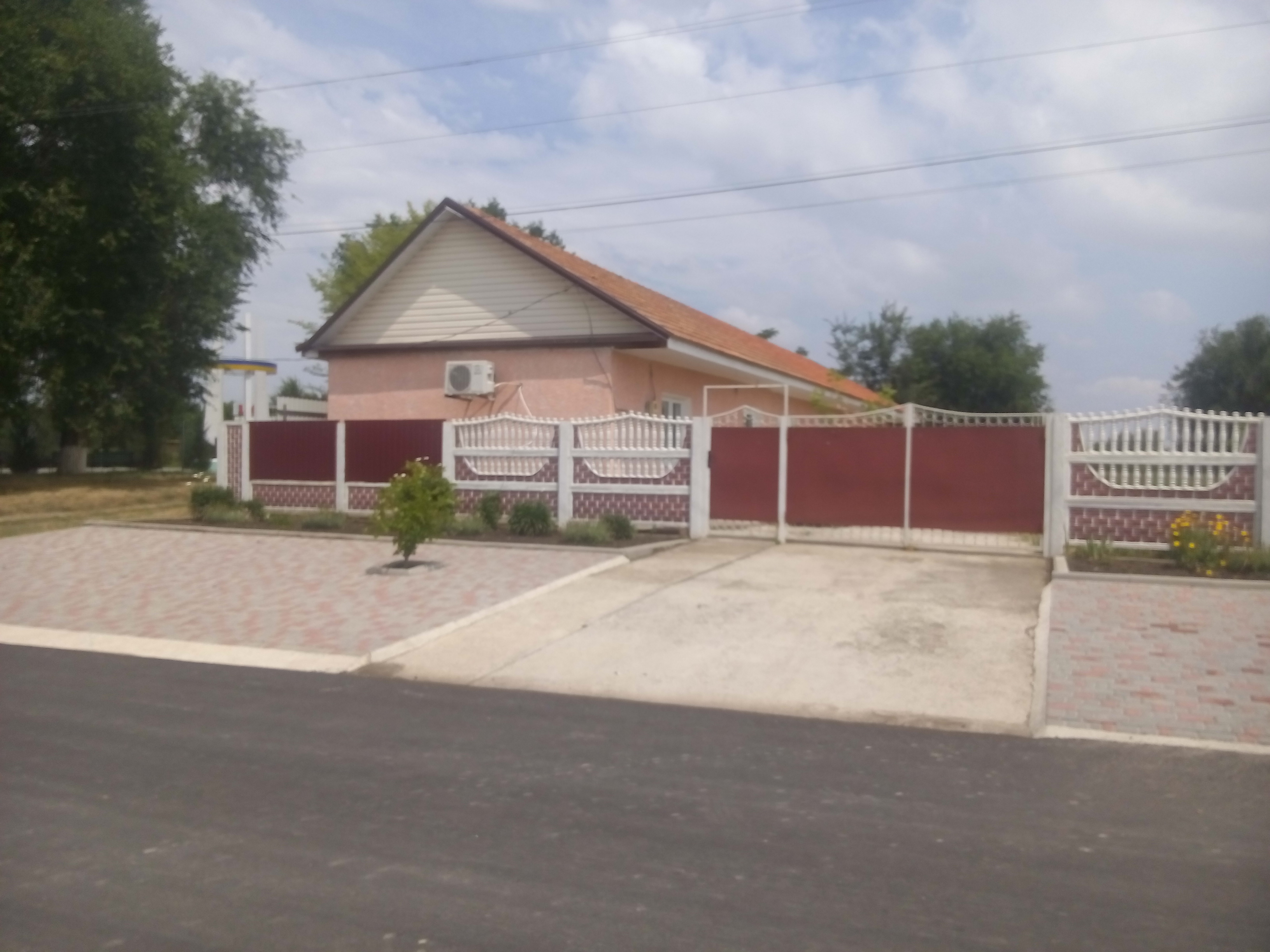
Нова хата
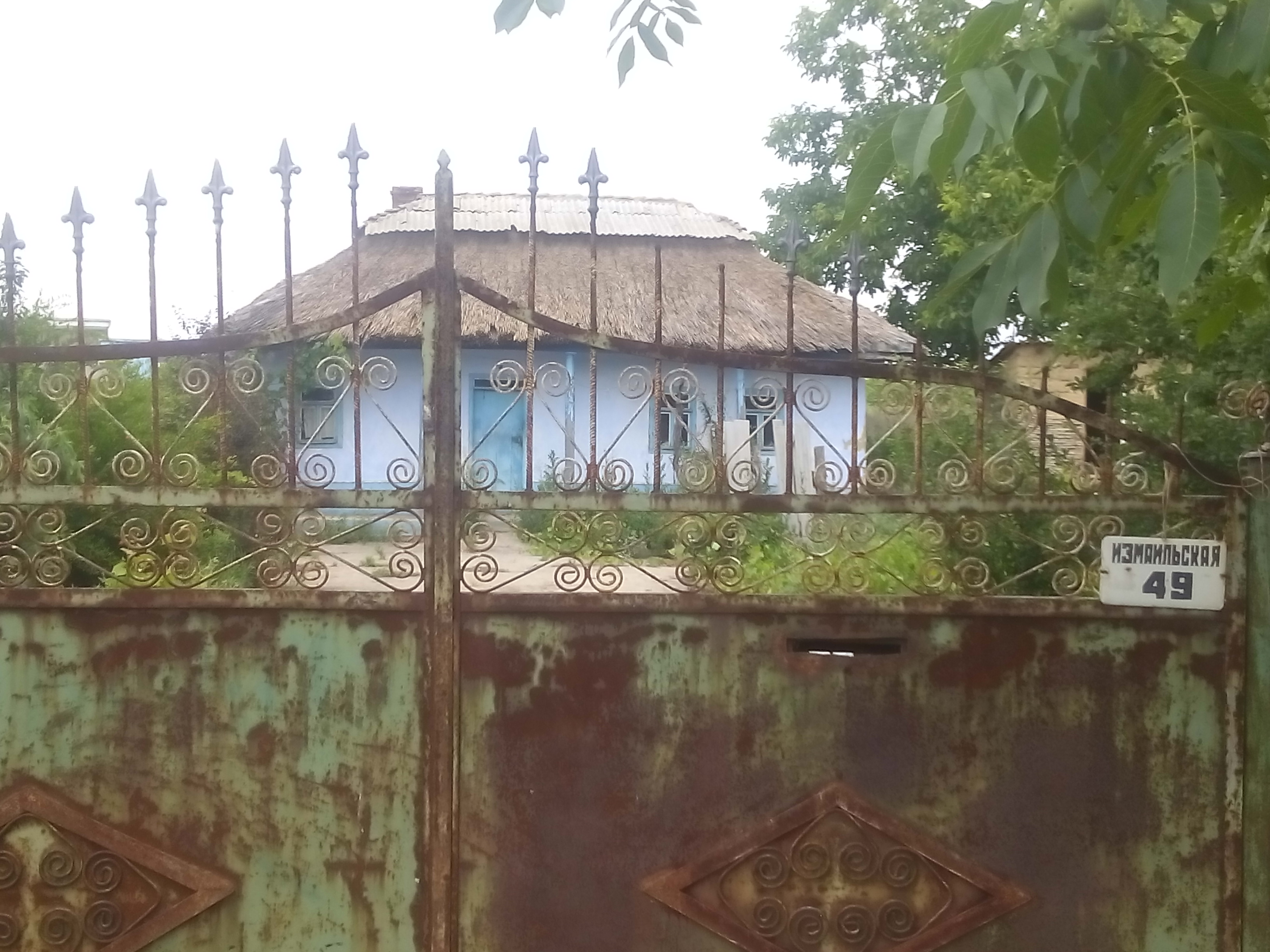
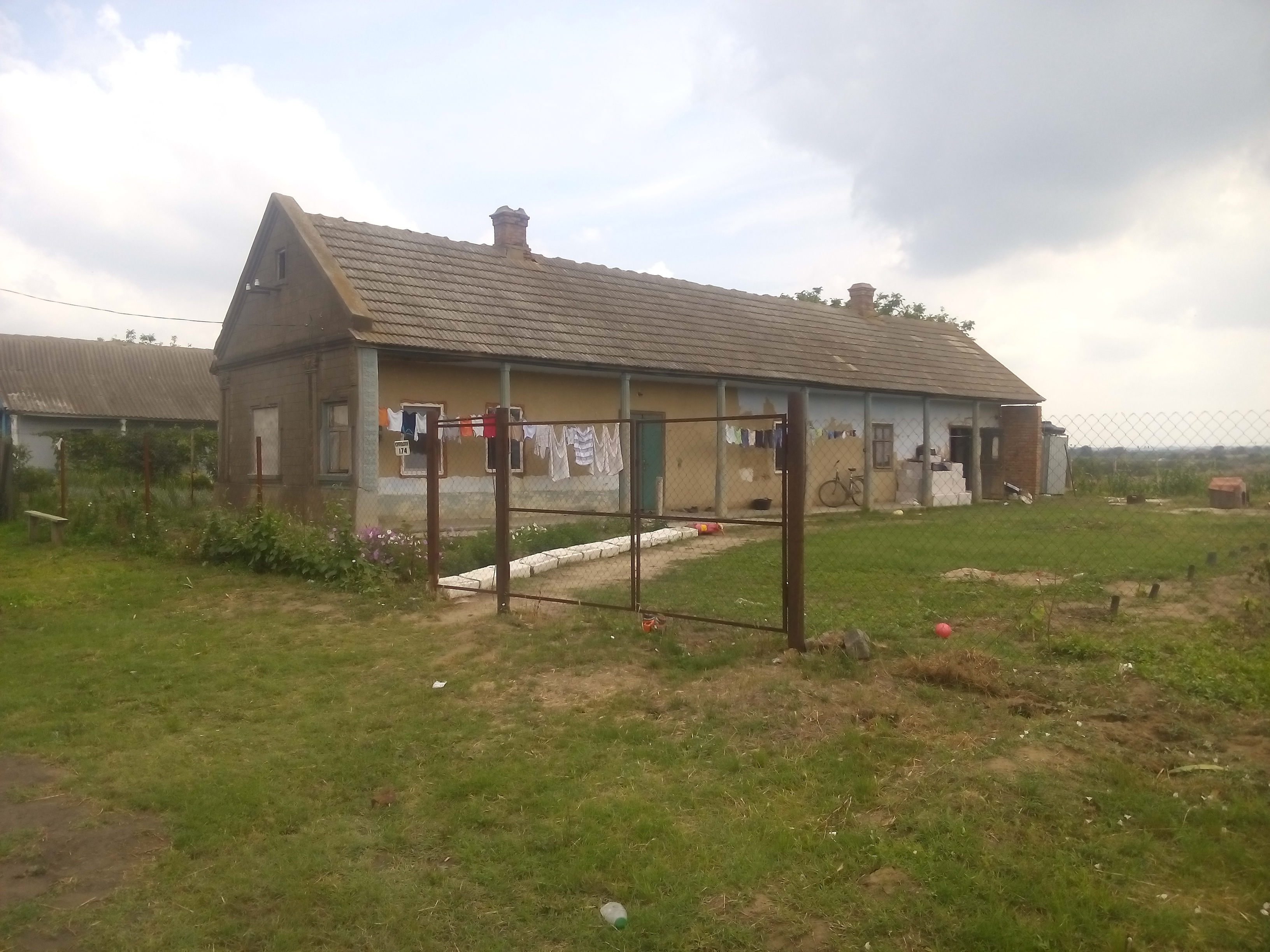
Хата із саману
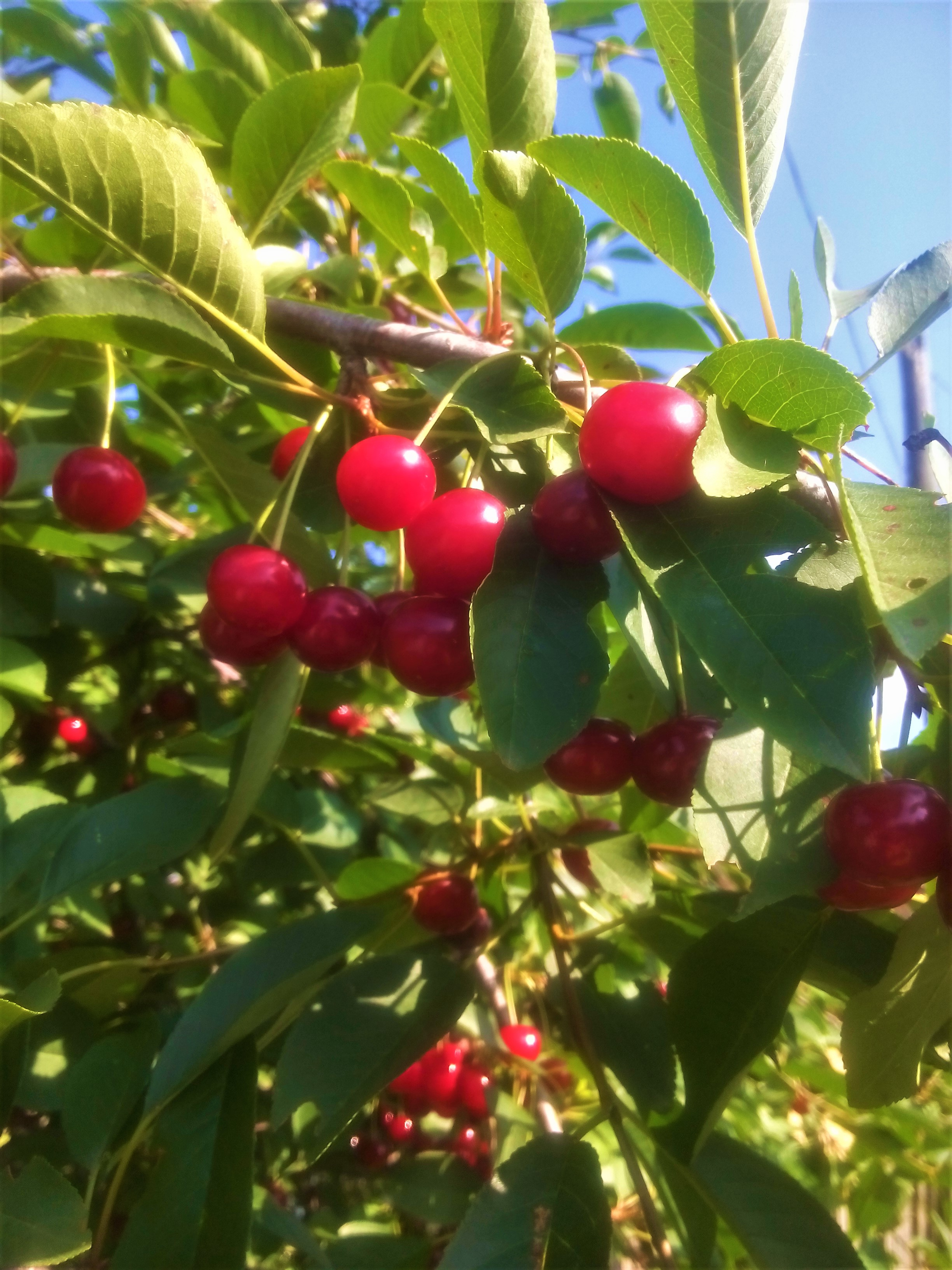
У селі росте чимало вишень
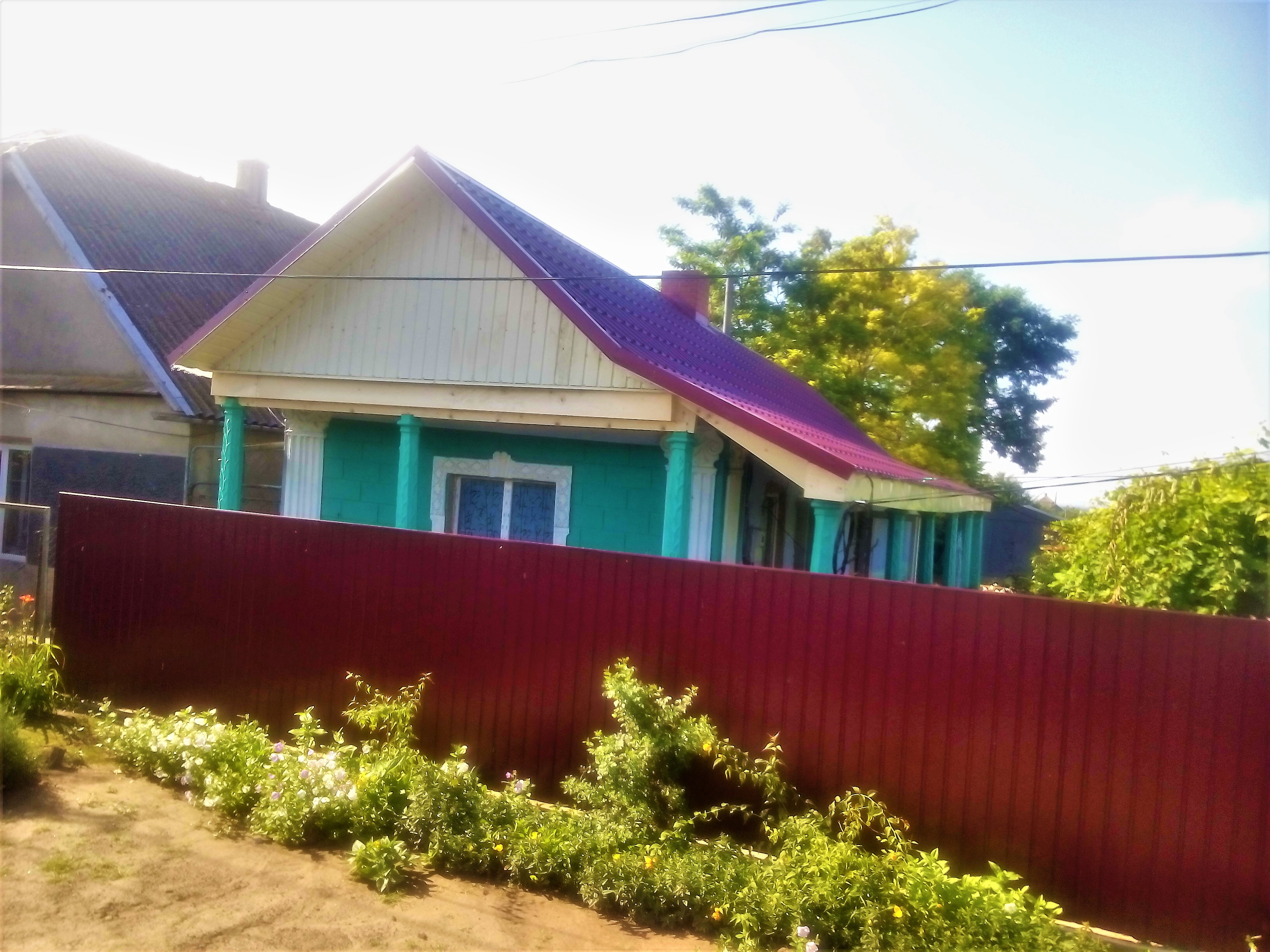
Оновлена хата
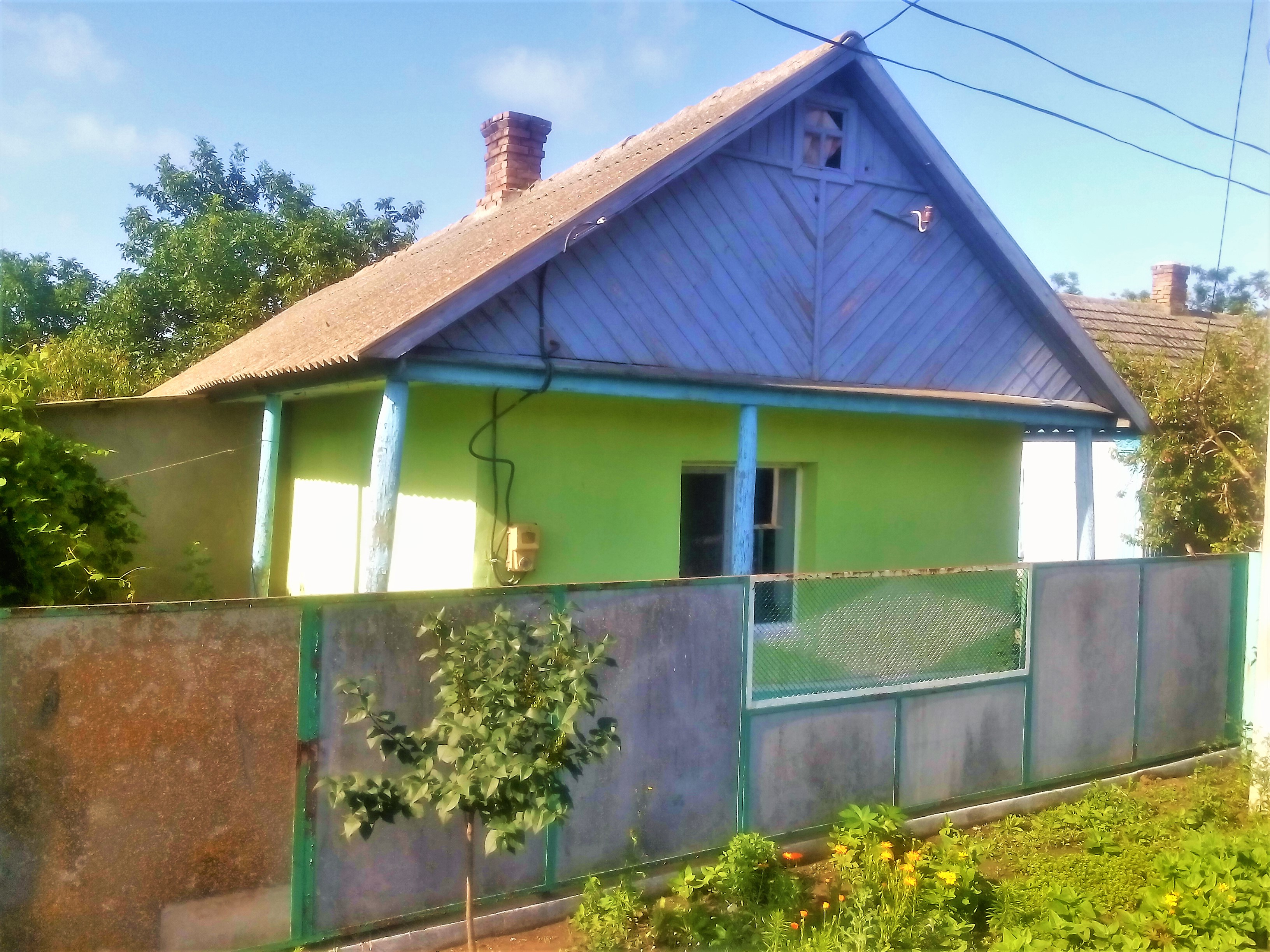
Салатова хата
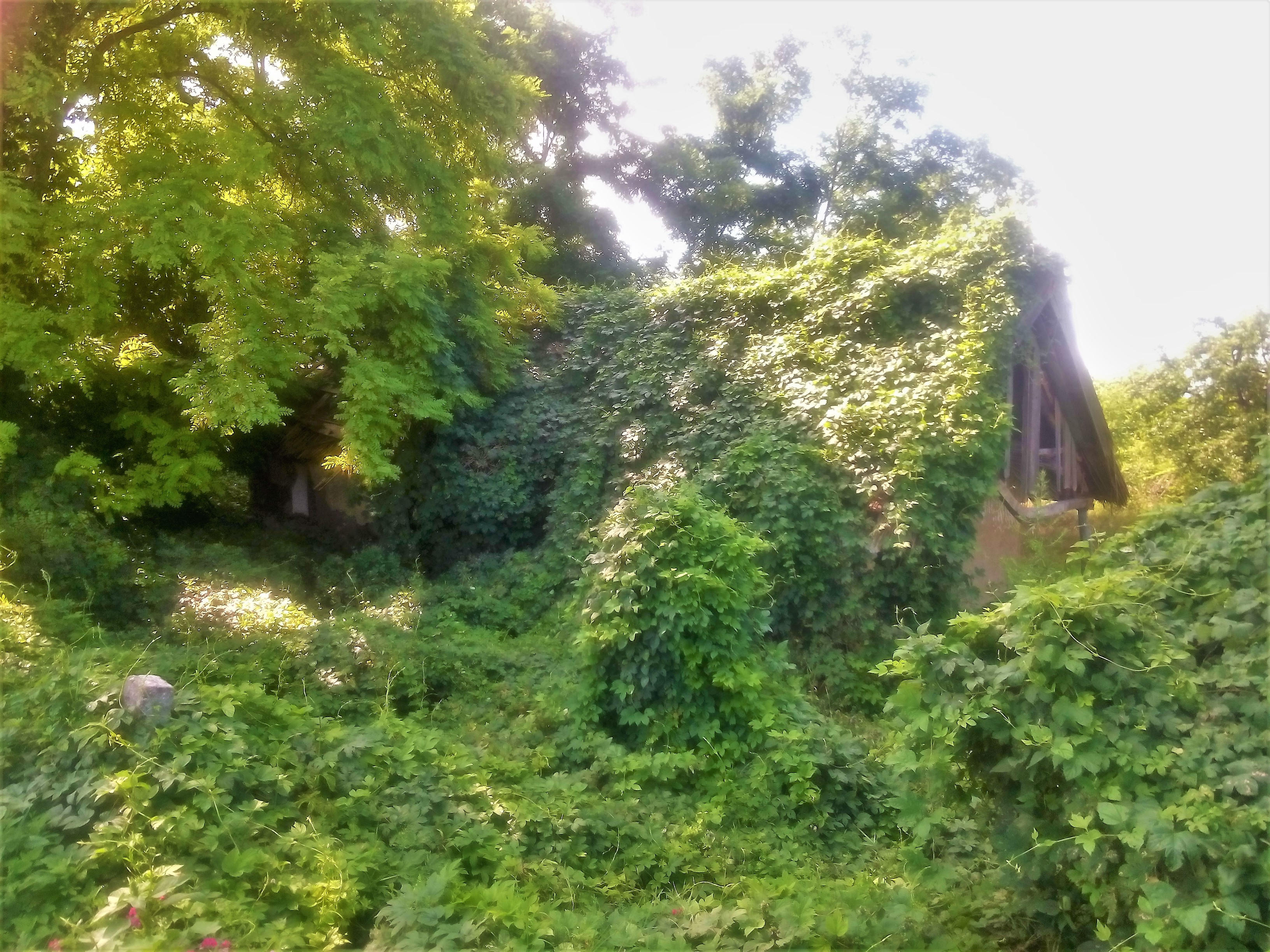
Покинута хата
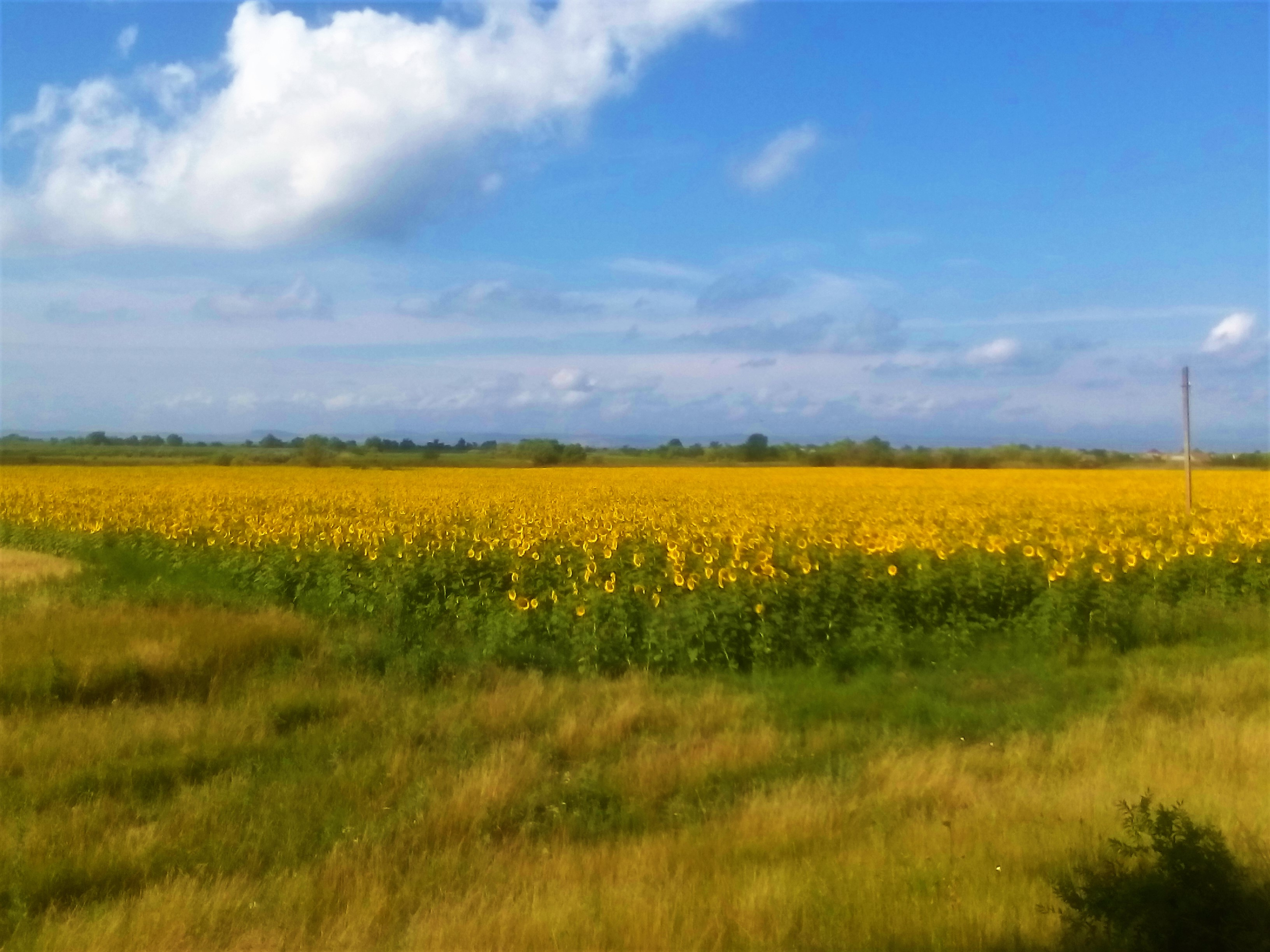
Соняшникове поле за селом